# マイケル・スプロット
マイケル・スプロット（Michael Sprott、1975年1月16日 - ）は、イギリスのヘビー級男性プロボクサー。元 英国 ヘビー級王者、元 イングランドヘビー級王者、元 EBUヘビー級王者。「プライズファイター 14: ヘビー級4」優勝者。

## 来歴
アマチュアボクシングでは目立った戦績はなかったが、1996年11月にプロ転向。トレーナーはフランク・ブルーノについていたテリー・ロウレェス。
1996年11月20日、プロデビュー戦を1回KOで勝利。以降11連勝を記録するが1998年9月に初敗北を喫する。
2001年2月17日、ロンドンのヨークホールで、ビタリ・クリチコにしか負けたことの無かったドイツ人ボクサー、ティモ・ホフマンを8回判定（77-76）で破る番狂わせを起こす。
2001年3月24日、ドイツに場所を移し再びティモ・ホフマンと対戦するが8回判定で敗れる。しかし客席のドイツ人観客が罵声を浴びせるほどの疑惑の判定であったといわれている。
2002年2月12日、ジャマイカで休日を過ごしていたスプロットにダニー・ウィリアムズの対戦相手が欠場したとの知らせが入り、わずか数日の準備でウィリアムズと対戦する。しかし準備期間が短すぎたために数ラウンドでスタミナ切れとなり7回棄権で敗北する。
2003年9月26日、ダニー・ウィリアムズと対戦。接戦で試合が進むが、ウィリアムズが度々ローブローパンチを放ってきたため、レフェリーに文句を言っていた所に左フックを受け5回TKO負け。議論を呼ぶ結果となった。
2004年1月24日、ダニー・ウィリアムズと即再戦が組まれ、12回僅差の判定勝利（115-114）。 英国 ヘビー級王座とイギリス連邦王座を獲得する。3回目の対戦にして初めてウィリアムズから勝利した。
2004年4月24日、マット・スケルトンと対戦し12回KO負け。 英国 ヘビー級王座とイギリス連邦王座の初防衛に失敗する。
2006年7月15日、ドイツでルスラン・チャガエフと対戦し8回TKO負け。
2006年11月4日、ドイツでレネ・デトワイラーと対戦し12回判定2-1（114-112、116-112、111-115）で勝利。 EBUヘビー級王座を獲得。
2007年2月17日、オードリー・ハリソンと対戦し3回KO勝利。 EBUヘビー級の初防衛と空位だった イングランドヘビー級王座の獲得に成功。
2007年7月14日、マット・スケルトンと対戦し12回判定2-0（114-114、114-115、113-117）で惜しくも敗れる。
2009年3月14日、ドイツでレイモン・ブリュースターと対戦し8回判定3-0で敗れる。
2009年6月20日、ドイツでアレクサンダー・ウスティノフと対戦し10回判定で敗れる。
2010年4月9日、オードリー・ハリソンと再戦、12回まで3人のジャッジはスプロットの勝ちを支持していたが、最終12回逆転KO負けで敗れる。
2010年10月9日、復帰戦でプライズファイター 14: ヘビー級4に出場。決勝でこれまで2度敗れているマット・スケルトンに2-1で判定勝ち、3度目の対戦で雪辱を果たした。
2011年5月7日、プライズファイター 18: ヘビー級インターナショナル1に出場。1回戦でタイ・フィールズに2-1（28-29、28-29、29-28）で3回判定負け。
2012年1月14日、ドイツでクブラト・プレフに9回棄権で敗れる。
2013年3月13日、ドイツでロバート・ヘレニウスに3-0で10回判定負け。